# Junjun
Li Chun (chinês simplificado: 李纯; chinês tradicional: 李純; pinyin: Li Chún (Hunan, 11 de fevereiro de 1988) mais conhecida pelo seu nome artístico Junjun (ジュンジュン, Ziyunziyun) é uma cantora e atriz chinesa, e ex-integrante da oitava geração do grupo de J-pop Morning Musume.

## Biografia
Em 2006, Junjun participou do Super Girl Contest, conseguindo ficar no top 50 da região de Changsha, mas não ganhou. Ela e outras perdedoras do concurso foram contactados pelo Tsunku para participar na audição para entrar nas Morning Musume em Beijing, na China. 
Em 15 de março de 2007, ela (juntamente com Linlin) foram Oficialmente anunciadas como sendo membros da 8ª Geração do grupo Morning Musume. A razão para a escolha de 2 membros estrangeiros para o grupo foi porque Tsunku teria ficado impressionado com as capaciades de Linlin e Junjun e, acreditava também, que elas seriam a chave para a expansão das Morning Musume na Ásia.
Em 18 de março, Junjun fez a sua primeira aparição na televisão Japonesa, no programa Hello! Morning. A sua primeira aparição no palco foi durante o concerto de graduação da, na época, lider das Morning Musume Yoshizawa Hitomi a 6 de maio de 2006 na Saitama Super Arena. Em 2009, Junjun, juntamente com Sayumi Michishige e Risako Sugaya (Berryz Koubou), formaram o grupo Zoku V-U-Den
Em 8 de agosto de 2010, foi anunciado no blogue de Tsunku que Junjun, Linlin e Kamei Eri iriam se graduar do Morning Musume

## Trabalhos

### Séries
- [2010] Hanbun Esper (半分エスパー)
- [2010] Dreaming Places Makes Us Dream (Via Web)

### Tv
- [2007] ハロー！ モーニング (Hello! Morning)
- [2007 - 2008] ハロモニ＠ (Haromoni@)
- [2008] ベリキュー！ (Berikyuu!)
- [2008 - 2009] よろセン！ (Yorosen!)

### Teatro
- [2008] シンデレラ the ミュージカル (Cinderella the Musical)
- [2010] FASHIONABLE